# Grote borstelige graafwants
De grote borstelige graafwants (Microporus nigrita) is een wants uit de familie graafwantsen (Cydnidae). De soort werd voor het eerst wetenschappelijk beschreven door Johann Christian Fabricius in 1794.

## Uiterlijke kenmerken
De grote borstelige graafwants is 4 tot 5,3 millimeter lang. Het lichaam is breed en zwart of zwart-bruin van kleur. De poten zijn bruinachtig. De zijrand van het halsschild heeft lange borstelharen. Alleen de er veel op lijkende kleine borstelige graafwants heeft ook borstelharen.

## Verspreiding en habitat
De soort leeft in de Palearctische gebieden, maar ze worden niet gevonden in de noordelijke delen van Europa.
In de Verenigde Staten, werd hij geïntroduceerd door de mens. De wants leeft vooral in zanderige droge graslanden.

## Leefwijze
Net als de kleine borstelige graafwants leven ze voor het grootste deel onder de grond, waar ze aan de wortels van grassen zuigen. De volwassen wantsen komen na de winter op warme lentedagen naar de oppervlakte om te kunnen paren. De eieren worden in de grond afgezet. De volwassen wants overwintert.